# Joseph Nicéphore Niépce
Joseph Nicéphore Niépce [njɛps] (ur. 7 marca 1765 w Chalon-sur-Saône, zm. 5 lipca 1833 w Saint-Loup-de-Varennes) – francuski fizyk i wynalazca. Jeden z wynalazców fotografii (a dokładniej techniki dagerotypii), którą opracował wspólnie z Louisem Jacques’em Daguerrem. Wynalazek dagerotypu został ogłoszony przez Daguerre’a już po śmierci Niépce’a, w 1839 roku, który uważany jest za datę wynalezienia fotografii, mimo iż Niépce wykonał pierwsze trwałe zdjęcie kilkanaście lat wcześniej.

## Życiorys

### Działalność do 1816
Już w młodości Niépce interesował się chemią i fizyką. W latach 1788–1794 służył w wojsku, po czym wraz z bratem Claude’em osiedlił się w Nicei. Bracia pracowali tam nad silnikiem o spalaniu wewnętrznym, który zasilałby łódź. Wkrótce Joseph Nicéphore Niépce ożenił się i w 1795 urodził się jego pierwszy syn, Isidore (pozostałych dwoje dzieci zmarło w dzieciństwie). W 1801 Niépce’owie powrócili do rodzinnej posiadłości w Chalon; bracia kontynuowali prace nad różnymi wynalazkami. W 1816 Claude wyjechał z Chalon.

### Pierwsze eksperymenty z fotografią

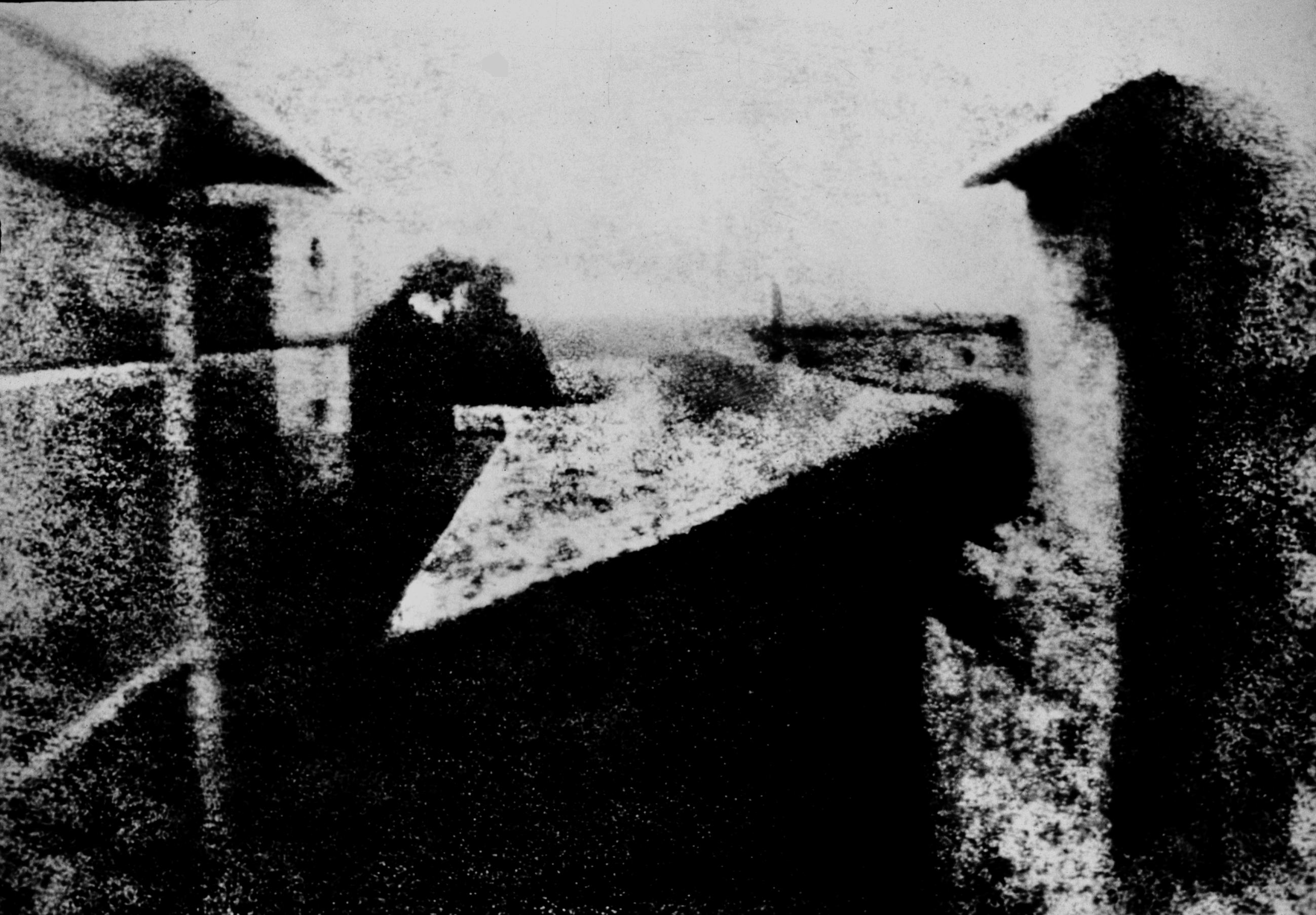
J.N. Niépce, Widok z okna w Le Gras, 1826

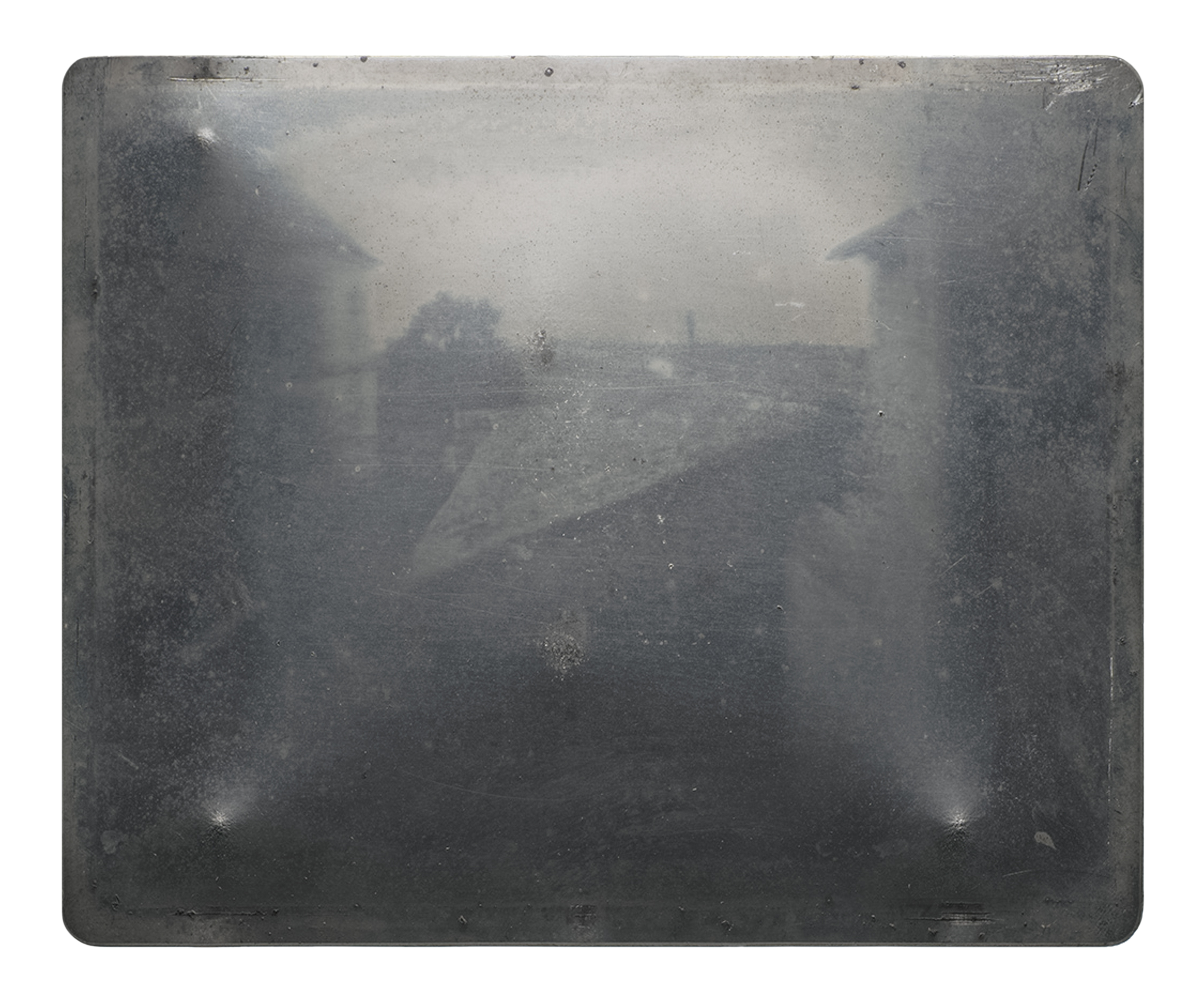
J.N. Niépce, "Widok z okna w Le Gras" - Heliograf na blasze cynowej, 1826

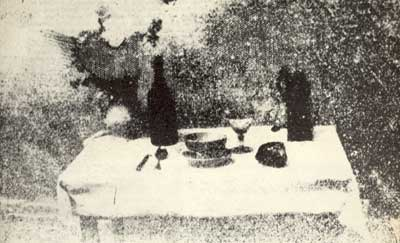
J.N. Niépce, Martwa natura, 1832

W tym samym roku Joseph Nicéphore rozpoczął eksperymenty nad utrwaleniem obrazu, otrzymywanego w camera obscura. Swoje badania przeprowadzał w laboratorium na terenie rodzinnej posiadłości Le Gras w Saint-Loup-de-Varennes koło Chalon. To właśnie widok z okna tej pracowni próbował utrwalić na pokrytym substancją światłoczułą podłożu, umieszczonym w camera obscura. Podłożem tym był początkowo papier, ale otrzymywane obrazy okazywały się nietrwałe i były negatywami, z których Niépce’owi nie udawało się uzyskać pozytywów. Jako podłoża używał także metalowych i kamiennych płytek. Eksperymentował także z asfaltem syryjskim, który w miejscach wystawionych na działanie światła twardniał, a z miejsc nienaświetlonych dawał się zmyć olejkiem lawendowym, co w efekcie stwarzało obraz. Przy pomocy tej metody udawało mu się otrzymywać negatywny obraz jakiejś grafiki (w 1822 był to wizerunek papieża Piusa VII, w 1826 portret kardynała d’Ambroise), z którego następnie można było wykonywać odbitki. Wykonywaniem odbitek z powodzeniem zajął się grafik Augustin François Lemaître. Dało to początek metodzie zwanej heliograwiurą.

### Fotografia
Niépce postanowił zaadaptować ten proces na potrzeby swoich eksperymentów z camera obscura. Słabe obrazy udawało mu się otrzymywać w 1824, ale dopiero w 1826 przy pomocy lepszego sprzętu i na metalowej płytce, uzyskał pierwszą trwałą (choć dość nieczytelną) fotografię, przedstawiającą widok z pracowni w Le Gras (obecnie w zbiorach Gernsheim Collection of the Harry Ransom Humanities Research Center na University of Texas w Austin). Nie wiadomo, ile wynosił czas jego naświetlania. Historyk fotografii Helmut Gernsheim sugerował, że zdjęcie to naświetlane było 8 godzin; według innych badań mogło to trwać nawet więcej niż 3 dni.
W 1827 wyjechał z Chalon z zamiarem zaprezentowania swojego wynalazku, nazwanego heliografią, w Londynie. Po drodze zatrzymał się w Paryżu, gdzie spotkał się z Daguerrem, który słysząc o osiągnięciach Niépce’a, napisał do niego w 1826. Daguerre chciał poznać metodę Niépce’a, ale ten nie był chętny do ujawniania tajników swojego wynalazku. W Londynie Niépce spotkał się z brakiem zainteresowania dla swojego wynalazku. Po powrocie do Francji na początku 1828 Niépce ulepszał swoją technikę.
W grudniu 1829 Niépce i Daguerre weszli oficjalnie w spółkę. Mieli przez dziesięć lat współpracować, by wspólnie udoskonalić metodę Niépce’a, jednak Niépce zmarł nagle w 1833. Jego syn Isidore negocjował z Daguerrem kilkakrotnie warunki spółki. Jeszcze w trakcie jej trwania, w 1839 Daguerre publicznie ogłosił wynalazek fotografii, nazwany od jego nazwiska dagerotypią. Wkrótce odezwały się głosy oburzenia, pochodzące m.in. od Isidore’a Niépce’a i Francisa Bauera, które za prawdziwego wynalazcę fotografii uważały Niépce’a.
Fotografie Niépce – oprócz wspomnianego University of Texas – znajdują się w zbiorach National Media Museum w Bath i Musée Nicéphore Niépce w Chalon. W tym ostatnim przechowywany jest także sprzęt Niépce’a.